# Rio Quito
Rio Quito là một khu tự quản thuộc tỉnh Chocó, Colombia. Thủ phủ của khu tự quản Rio Quito đóng tại Paimado Khu tự quản Rio Quito có diện tích  ki lô mét vuông. Đến thời điểm ngày 28 tháng 5 năm 2005, khu tự quản Rio Quito có dân số  người.